# Affaire du bagagiste de Roissy
L’affaire du bagagiste de Roissy est un complot ourdi par la belle-famille d'Abderrezak Besseghir, un Français, visant à le faire passer pour un terroriste.

## Les faits
Le 28 décembre 2002, aux alentours de 6h30 du matin, Marcel Le Hir, un légionnaire retraité reconverti dans la sécurité privée, raconte à la police de l'air et des frontières avoir entendu un homme manipuler des armes dans son coffre sur le parking du terminal 2F de l'aéroport de Roissy. Les policiers arrêtent le propriétaire de la voiture, Abderrezak Besseghir, Français d'origine algérienne, bagagiste à Roissy depuis trois ans. Ils trouvent dans le coffre de sa voiture des armes, des explosifs (un colt 45, un pistolet-mitrailleur, cinq pains de plastic de fabrication yougoslave, deux détonateurs et une mèche lente) et un tract pro-palestinien dans la boîte à gants.

## L'enquête
Suspecté de préparer un acte terroriste, Besseghir crie son innocence et dénonce un complot de sa belle-famille. En effet, en juillet 2002, dans leur pavillon à Bondy, sa femme Louisa est grièvement brûlée dans ce qui est présenté par son mari comme « un accident domestique ». Louisa meurt de ses blessures, sans être sortie du coma pour donner sa version des faits, en septembre 2002. L'affaire sera vite classée comme un suicide par immolation, mais les parents de Louisa, Fatiah et Ahmed Bechiri, refusent cette thèse, persuadés qu'Abderrezak a tué sa femme.
Alors que les services de police et le magistrat croient de plus en plus à son innocence, la presse, persuadée d'être bien informée, déclare que Besseghir a des liens avec la mouvance islamiste. L'enquête de la police met en évidence qu'il s'agit bien d'une machination montée par la famille Bechiri pour faire payer au bagagiste la mort de leur fille. Les beaux-parents ont en effet fait appel à un détective privé, Patrick Pouchoulin, dès l’incendie de juillet pour « traquer » leur gendre, en vue d’obtenir la garde de l’enfant. Et c'est l’oncle de Louisa, Djilali Diffalah, qui fait appel au fameux « légionnaire retraité » qui a opportunément dénoncé Besseghir à la police. Le 12 janvier 2003, Abderrezak Besseghir est innocenté et libéré de la prison de Fleury-Mérogis et le lendemain, ses beaux-parents sont placés en garde à vue. Avec Patrick Pouchoulin, Marcel Le Hir et Djilali Diffalah, ils sont mis en examen pour « dénonciation calomnieuse » et « dénonciation d’un crime ou d’un délit imaginaire », puis pour infraction à la législation sur les armes, les munitions et les explosifs et association de malfaiteurs. Les cinq comploteurs avouent l'organisation du complot et sont condamnés le 16 juin 2004 à vingt mois de prison dont 14 avec sursis, et à payer 15 000 euros de dommages et intérêts à Besseghir. Enfin, la chaîne France 3 est condamnée le 4 novembre 2005 par le tribunal correctionnel de Paris pour avoir injustement accusé fin 2002 Besseghir d’être un terroriste islamiste.

## Articles de presse
- « Soupçonné d'avoir provoqué la mort de sa femme » Article de Julien Constant publié le 31 décembre 2002 dans Le Parisien.
- « Je répétais: vous perdez votre temps » Article de Patricia Tourancheau publié le 13 janvier 2003 dans Libération.
- « Les beaux-parents du bagagiste en garde à vue » Article de Patricia Tourancheau publié le 14 janvier 2003 dans Libération.
- « Un complot encore bien trouble » Article publié le 14 janvier 2003 dans La Dépêche du Midi.
- « Abderazak Besseghir, " terroriste " engendré par notre ère sécuritaire » Article de Sophie Bouniot publié le 14 janvier 2003 dans L'Humanité.
- « Un bagagiste victime d'une machination » Article publié le 17 janvier 2003 dans Aujourd'hui le Maroc.
- « Djilali Diffalah crie son innocence » Article de  publié le 17 janvier 2003 dans Le Nouvel Observateur.
- « Le bagagiste de Roissy déféré » Article publié le 8 février 2003 dans Le Parisien.
- « Fatia et Ahmed Bechiri, assoiffés de vengeance » Article publié le 13 février 2003 dans Le Parisien.
- « Patrick Pouchoulin et Marcel Le Hir, deux drôles de justiciers » Article de Frédéric Vézard avec Geoffroy Tomasovitch publié le 13 février 2003 dans Le Parisien.
- « Larmes et bagages » Article de Jacky Durand publié le 23 mai 2003 dans Libération.
- « Le complot contre le bagagiste de Roissy devant les juges » Article de Jacky Durand publié le 20 mai 2004 dans Libération.
- « 10 mois à 1 an ferme requis contre les accusateurs » Article de  publié le 21 mai 2004 dans Le Nouvel Observateur.
- « Le bagagiste de Roissy poursuit France 3 en diffamation » Article publié le 4 novembre 2005 dans Le Monde.
- « Le bagagiste de Roissy : un « terroriste » idéal » Article de Joël Carassio publié le 6 août 2011 dans Le Progrès.

## Documentaires télévisés
- « Abderrezak Besseghir, le bagagiste de Roissy » en juin 2008 et novembre 2009 dans Faites entrer l'accusé présenté par Christophe Hondelatte sur France 2.
- « Complot de famille : l'affaire du bagagiste de Roissy » le 20 janvier 2010 dans Enquêtes criminelles : le magazine des faits divers sur W9.
- « Le bagagiste de Roissy » le 26 mai 2003 et le 3 août 2003 dans Secrets d'actualité sur M6.

## Émissions radiophoniques
- « Abderrezak Besseghir, le bagagiste de Roissy » le 4 janvier 2017 dans Hondelatte raconte de Christophe Hondelatte sur Europe 1.
- Le bagagiste de Roissy le 17 mai 2023 dans Affaires sensibles de Fabrice Drouelle sur France Inter.https://www.radiofrance.fr/franceinter/podcasts/affaires-sensibles/affaires-sensibles-du-mercredi-17-mai-2023-2167204